# Вокруг света за 80 дней (фильм, 1956)
«Вокруг света за 80 дней» (англ. Around The World In 80 Days) — приключенческий фильм режиссёра Майкла Андерсона, вышедший на экраны в 1956 году. Экранизация одноимённого романа Жюля Верна. Лента получила 5 премий «Оскар» и другие награды. Второй фильм, снятый по широкоформатной кинематографической системе «Тодд-АО».

## Сюжет
См. Вокруг света за 80 дней: Сюжет.

## В ролях
| Актёр             | Роль                                |
| ----------------- | ----------------------------------- |
| Дэвид Нивен       | Филеас Фогг                         |
| Кантинфлас        | Жан Паспарту                        |
| Роберт Ньютон     | инспектор Фикс                      |
| Ширли МакЛейн     | принцесса Ауда                      |
| Марлен Дитрих     | владелица салуна                    |
| Фрэнк Синатра     | тапёр в салуне                      |
| Фернандель        | кучер Филеаса Фогга                 |
| Бастер Китон      | кондуктор поезда                    |
| Ноэл Кауард       | Хескетт-Багготт                     |
| Беатрис Лилли     | Возрождённая                        |
| Глинис Джонс      | подруга спортсменки                 |
| Гермиона Джинголд | спортсменка                         |
| Чарльз Кобёрн     | клерк пароходной компании           |
| Джон Миллс        | водитель                            |
| Джек Оуки         | капитан «Генриетты»                 |
| Роланд Гилберт    | Ахмед Абдалла                       |
| Сизар Ромеро      | прихвостень Ахмеда Абдаллы          |
| Шарль Буайе       | Месье Гасс                          |
| Тревор Ховард     | Фоллетин                            |
| Джон Кэррадайн    | полковник Проктор Стэмп             |
| Мартин Кароль     | туристка                            |
| Седрик Хардвик    | сэр Фрэнсис Кромарти                |
| Петер Лорре       | стюард на пароходе «Карнатик»       |
| Джордж Рафт       | вышибала салуна                     |
| Филип Ан          | житель Гонконга                     |
| Виктор Маклаглен  | рулевой на «Генриетте»              |
| Дик Уэссел        | инженер поезда (в титрах не указан) |

## Производство

### Съемки
Съемки картины проходили в более чем 170-ти локациях в 13-ти странах, включая  такие страны как Франция, Индия, Япония, Пакистан, Испания, Таиланд, Великобритания.

## Награды
- 1956 — премия Национального совета кинокритиков США за лучший фильм.
- 1957 — 5 премий «Оскар»: лучший фильм (Майкл Тодд), лучший адаптированный сценарий (Джеймс По, Джон Фэрроу, Сидни Перельман), лучшая работа оператора в цветном фильме (Лайонел Линдон), лучший монтаж (Джин Руджеро, Пол Уэзервокс), лучшая музыка (Виктор Янг). Кроме того, лента получила ещё 3 номинации: лучшая режиссура (Майкл Андерсон), лучшая работа художника и декоратора в цветном фильме (Джеймс Салливан, Кен Адам, Росс Дауд), лучшая работа художника по костюмам в цветном фильме (Майлз Уайт).
- 1957 — две премии «Золотой глобус» за лучший фильм-драму и за лучшую мужскую комедийную роль (Кантинфлас), а также номинация за лучшую режиссуру (Майкл Андерсон).
- 1957 — номинация на премию Гильдии режиссёров Америки за лучшую режиссуру художественного фильма (Майкл Андерсон).
- 1957 — премия Гильдии сценаристов США за лучшую американскую комедию (Джеймс По, Джон Фэрроу, Сидни Перельман)

В фильме в эпизодических ролях снялось очень много знаменитых актеров, в том числе один из величайших комиков немого кино Бастер Китон, Фрэнк Синатра в роли тапёра, Марлен Дитрих в роли посетительницы кабаре и другие. Итоговый бюджет фильма превысил $6 млн, что составляет примерно $50 млн с учётом инфляции на 2007 год. Сборы от проката составили $42 млн, то есть более $350 млн также на 2007 год.

## Релиз
В 1980-е годы в США фильм выпущен на VHS компанией «Warner Home Video», перевыпущен в начале 1990-х на VHS и LaserDisc той же компанией.